# Baudilio Tomé
Baudilio Tomé Muguruza, né le 12 mai 1962 à León, est un économiste et homme politique espagnol membre du Parti populaire (PP).

## Biographie
Baudilio Tomé Muguruza naît le 12 mai 1962 à León.

### Formation et vie professionnelle
Il étudie d'abord le droit à la prestigieuse université complutense de Madrid, où il obtient sa licence en 1985. Quatre ans plus tard, il obtient un diplôme similaire en sciences économiques et gestion des entreprises à l'université nationale d'enseignement à distance (UNED). Il passe avec succès un master en droit à l'université Harvard, après avoir suivi l’International Tax Program.
Il entre au service de l'État en 1986, comme inspecteur des Finances. Il est affecté trois ans à La Corogne, puis rejoint la direction générale des Impôts à Madrid où il travaille jusqu'en 1995. Il intègre à cette date le tribunal économique et administratif de la région madrilène.

### Vie politique

#### Collaborateur ministériel
Le 25 mai 1996, trois semaines après l'accession au pouvoir de José María Aznar, Baudilio Tomé est nommé directeur du département des Affaires économiques et sociales du cabinet de la présidence du gouvernement. Il est muté environ deux ans plus tard, le 1er août 1998, au poste de directeur du bureau du budget.
À la suite des élections générales du 12 mars 2000, il est choisi par la ministre de la Science et de la Technologie Anna Birulés pour occuper les fonctions de secrétaire d'État aux Télécommunications et à la Société de l'information. Il en est relevé par Josep Piqué, successeur de Birulés, le 3 août 2002. Aznar le rappelle auprès de lui en tant que directeur du département des Études et de la Communication politique de son cabinet,.

#### Député
Pour les élections législatives du 14 mars 2004, il occupe la 2e place sur la liste du Parti populaire (PP) dans la circonscription de León puis se trouve élu au Congrès des députés. Lors du scrutin du 9 mars 2008, il est réélu mais en tant que représentant de Saragosse sur décision de Mariano Rajoy. Il remporte un troisième mandat aux élections du 20 novembre 2011.

#### Cour des comptes européenne
Après que le PP est revenu aux responsabilités en décembre 2011, le conseil des ministres propose le 9 janvier 2012 sa candidature au poste de membre espagnol de la Cour des comptes européenne pour succéder à Juan Ramallo. Quelques jours plus tôt, l'exécutif avait retiré la candidature de Juan Francisco Coronas, présenté par le précédent cabinet socialiste et déjà avalisé par le Parlement européen. Tomé prend ses fonctions le 1er mars suivant.